# Citroën C6 (2005)
La Citroën C6 di prima generazione è un'autovettura di segmento E prodotta dal 2005 al 2012 dalla casa automobilistica francese Citroën. 
A partire dal 2016 il nome del modello è stato riutilizzato per un'autovettura totalmente nuova realizzata in collaborazione con la cinese Dongfeng, basato su scocca allungata e meccanica derivate dalla Peugeot 508 di seconda generazione e la cui produzione e commercializzazione è limitata esclusivamente al solo mercato cinese.

## Storia

### Genesi e debutto
I primi semi della genesi della C6 vengono gettati nel 1999, quando al Salone di Ginevra viene presentato il prototipo C6 Lignage, una concept-car che anticipava molto chiaramente l'impostazione della futura ammiraglia di casa Citroën, persino nella denominazione. All'epoca la XM era in listino da 10 anni e prossima al pensionamento, pertanto, una volta che si apprese che il prototipo avrebbe generato la futura ammiraglia francese, si sperò che il suo lancio non dovesse avvenire dopo il 2001. In realtà ciò non avvenne, mentre fu invece tolta di produzione la XM, per cui la Casa francese rimase per ben quattro anni senza un modello alto di gamma. Tutti questi anni servirono però a portare la nuova ammiraglia a un ottimo livello di evoluzione tecnologica, e al Salone di Ginevra del 2005 avvenne il debutto: la C6 è una vettura che fa tesoro dell'esperienza acquisita con le sue antenate (DS, CX e XM) e fonde in un'unica auto tutte quelle caratteristiche tecnologiche ed estetiche che le hanno rese celebri e per molti versi irripetibili. Il tutto in una linea molto moderna e tanto per rimanere nella tradizione più classica della Casa, molto originale e fuori dal coro.

### Design e interni
Evoluzione stilistica della concept C6 Lignage, la C6 riprende dalle sue antenate la volontà di volersi distinguere dalle altre ammiraglie con una vettura di indubbio prestigio e da una linea che lascia tutt'altro che indifferenti, nonché elementi tecnologici come i fari direzionali, questi ultimi dal disegno sottile e a sviluppo verticale, situati agli estremi laterali di un largo cofano motore dal profilo affusolato. Al centro del frontale è chiaramente visibile la grande calandra a sviluppo orizzontale che incorpora il logo della Casa francese. Dalla CX viene ripresa l'aerodinamicità delle forme, visibile soprattutto di lato, dove balza agli occhi il tetto arcuato che termina posteriormente in corrispondenza dei fari posteriori, lasciando poco spazio a un ulteriore sviluppo della coda, la quale risulta così molto corta e sfuggente. La vista posteriore offre l'impressione di trovarsi di fronte a una coda molto raccolta anche trasversalmente, cioè piuttosto stretta, specie se paragonata all'ampiezza della zona frontale. Anche ciò può essere ricondotto allo stile adottato cinquant'anni prima dalla DS, anch'essa dotata di una coda a ridotto sviluppo laterale in proporzione al muso. La coda è quindi molto raccolta e caratterizzata dai particolari fanali posteriori, disegnati come fossero piccole pinne. Caratteristico è anche il lunotto concavo, che ricorda quello della CX.
L'abitacolo della C6 è indirizzato al lusso e al comfort: la pelle regna sovrana e vi si trova ogni tipo di comodità e di dispositivo dedito al benessere degli occupanti e alla sicurezza durante la marcia. Un ulteriore richiamo al passato lo si nota già al momento di salire in auto, vale a dire non appena si apre la portiera, perché un altro particolare che salta agli occhi è il finestrino senza cornice, introdotto già ai tempi della DS. I sedili anteriori sono regolabili di serie con in più la possibilità di usufruire di una memoria per le impostazioni. Originale anche il disegno della plancia, con display centrale e inserti in radica. Grande abitabilità anche per i passeggeri posteriori, che possono essere anche tre se si rinuncia al pacchetto "Presidentiel", che consta, tra altre cose, di due poltrone separate. Di serie, la C6 dispone infatti con un divano comodissimo anche per l'occupante centrale. Desta invece perplessità il bagagliaio, non molto capiente a causa delle ridotte dimensioni della coda. I suoi 426 litri di capacità massima sono riscontrabili anche in vettura di categoria inferiore.

### Meccanica e motori
Dalla XM, la C6 riprende l'ennesima evoluzione delle sospensioni idropneumatiche, qui ulteriormente raffinate, le H3+ già in dotazione ai modelli C5 di punta unito però al sistema AMVAR che viene mutuato dalla Peugeot 607 consistendo in un sensore posizionato in ogni ammortizzatore il quale trasmette le informazioni al sistema che pilota indipendentemente lo smorzamento su ogni ruota, secondo 9 configurazioni; inoltre connesso ad altri calcolatori integrati, l'AMVAR limita i movimenti della carrozzeria in linea retta e indurisce automaticamente la sospensione in fase di accelerazione, durante la frenata e in curva.
Il sistema fornisce il miglior compromesso tra il comfort e la tenuta di strada, e adegua le impostazioni degli ammortizzatori sulla base dello stile di guida del conducente, della velocità della vettura e della natura della strada. grazie a una gestione elettronica in grado di effettuare ben 400 rilevamenti al secondo e di adattare quindi la vettura a una guida confortevole o grintosa, a seconda dello stile di guida del conducente e anche del tipo di strada che si percorre, visto che viene regolata automaticamente l'altezza da terra del corpo vettura (in caso, di strada sterrata o dissestata, per esempio, l'altezza da terra viene aumentata automaticamente). È possibile in ogni caso regolare anche manualmente la taratura delle sospensioni, grazie ad appositi pulsanti sistemati alla base del cambio. Quanto alla geometria delle sospensioni, a parte il già citato sistema idropneumatico con sfere piene d'azoto, va menzionato l'avantreno a quadrilateri sovrapposti e il retrotreno multilink, mentre l'impianto frenante comprende dischi autoventilanti su entrambi gli assi, ed è provvisto ovviamente anche del sistema ABS e dell'ESP. Lo sterzo è a cremagliera con servocomando idraulico.

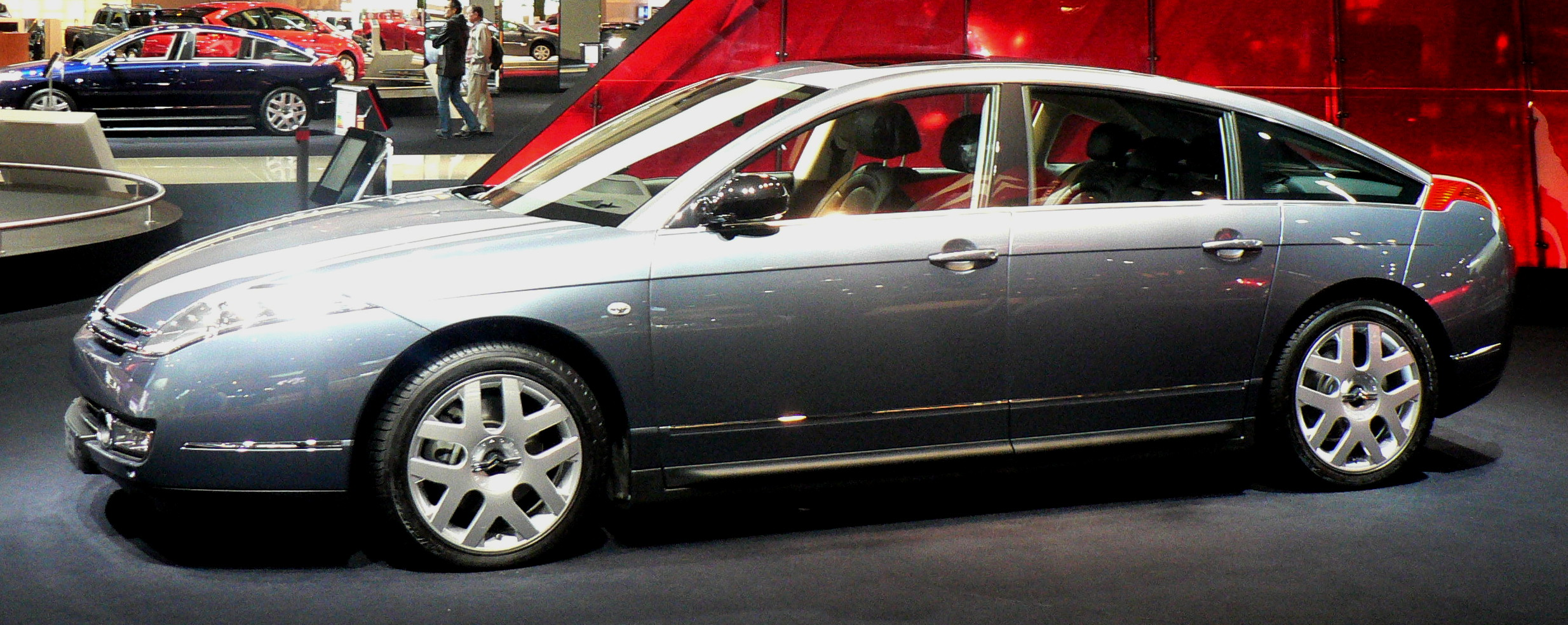
Vista laterale di una C6

Al suo debutto, la C6 è stata proposta in due motorizzazioni:
- C6 3.0 V6: motore V6 a benzina da 2946 cm³, in grado di erogare 211 CV di potenza massima;
- C6 2.7 V6 HDi: motore V6 biturbodiesel common rail da 2720 cm³, in grado di erogare 204 CV di potenza massima.

Ad entrambe le motorizzazioni è stato abbinato un cambio automatico sequenziale a 6 rapporti.

### Allestimenti e dotazioni
Al debutto erano sostanzialmente previsti tre allestimenti per la C6, tutti molto ricchi, sia sul fronte della sicurezza che su quello del comfort di marcia:
- base, livello di attacco per la C6 che offre già una dotazione invidiabile, comprendente: ABS, ESP, controllo di trazione, sospensioni autolivellanti idropneumatiche, doppio airbag, airbag laterali, airbag per la testa, cofano attivo, autoradio, climatizzatore, cerchi in lega, fari allo xeno, fendinebbia, lavatergifari, retrovisori elettrici termici e a regolazione elettrica, sedili regolabili elettricamente, sedile conducente regolabile in altezza, divano posteriore sdoppiabile, vetri elettrici anteriori e posteriori, poggiatesta posteriori, volante regolabile.
- Pallas, livello intermedio la cui dotazione di serie comprende quanto già visto per il livello di base, con in più i sensori di parcheggio;
- Exclusive: livello di punta, che prevede l'aggiunta di dispositivi quali l'head up display, il sistema ASL, il navigatore satellitare, gli interni in pelle e l'antifurto.

Una menzione particolare riguarda alcuni particolari elementi di sicurezza, come il cofano attivo, un dispositivo grazie al quale, in caso di urto frontale di un pedone, si innalza leggermente il cofano per attenuare l'entità dell'impatto subito dal corpo e diminuire i danni gravi. Inoltre è presente nell'allestimento Exclusive il cosiddetto head-up display, che consente di vedere i dati tachimetrici proiettati sul parabrezza, senza bisogno di abbassare gli occhi sulla strumentazione. Infine va citato il dispositivo ASL, noto anche come Lane Departure System, che oltre gli 80 km/h avvisa il conducente se l'auto attraversa accidentalmente la linea di mezzeria (come può succedere durante un colpo di sonno). Grazie a questo sistema e a tutti i già citati dispositivi di sicurezza, la C6 è stata indicata già al suo debutto come una delle auto più sicure di sempre, guadagnandosi 5 stelle per quanto riguarda la sicurezza degli occupanti e 4 stelle per la sicurezza dei pedoni.

La lista optional, data la ricchezza della dotazione di serie, non è molto nutrita. Il navigatore satellitare era previsto con sovrapprezzo anche nei due livelli di allestimento inferiori, mentre l'antifurto non è previsto per questi ultimi, neppure come optional. Riservata al livello Pallas la possibilità di ottenere gli interni in pelle a pagamento. Per le versioni Pallas ed Exclusive, infine, c'era la possibilità di avere il tetto apribile, non previsto per la versione base.

## Evoluzione

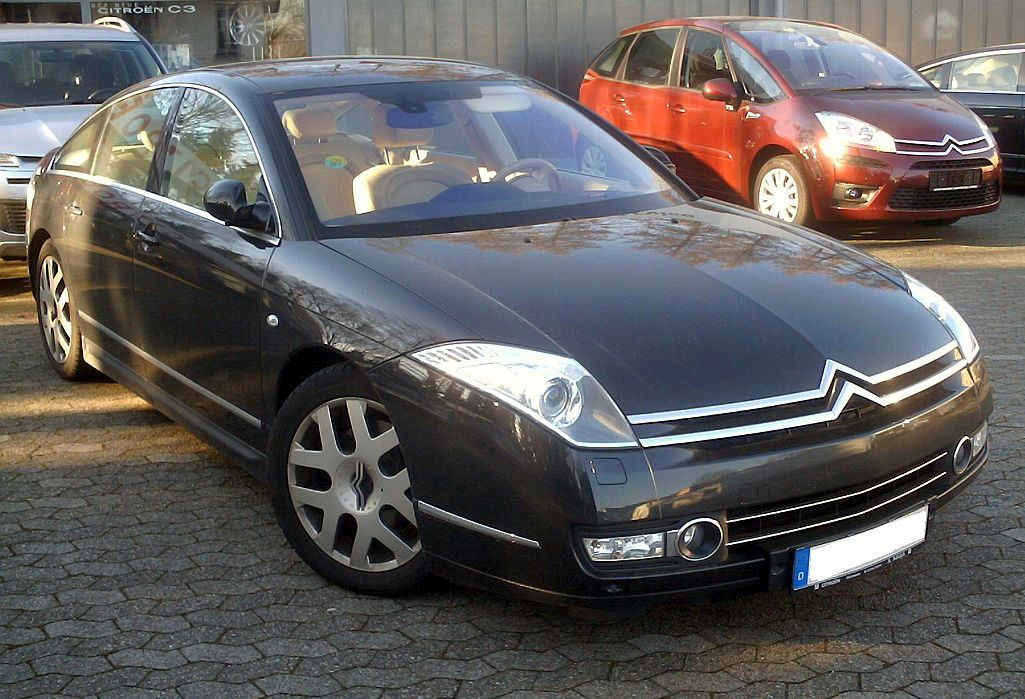
Il grande frontale della C6

Il lancio ufficiale della C6 avvenne il 16 novembre del 2005, ma in alcuni mercati, come per esempio quello italiano, la vettura non arrivò che all'inizio dell'anno seguente.
Immediatamente la C6 conquistò un posto nel cuore delle più alte cariche politiche francesi, come nella tradizione della Casa: il presidente francese Jacques Chirac volle addirittura un esemplare di pre-serie per sé. In seguito, anche il futuro premier Nicolas Sarkozy ha potuto apprezzare le doti della vettura.

Alla fine del 2006, la gamma si amplia con l'arrivo della motorizzazione di base, rappresentata da un 2.2 litri biturbodiesel common rail della potenza massima di 170 CV. La C6 2.2 HDi biturbo, a differenza delle altre due C6, montava un cambio manuale a 6 marce e le sospensioni idrattive nella configurazione più semplice H3+ senza la presenza del sistema AMVAR; inoltre a livello estetico erano presenti le ruote da 17 pollici con cerchi in lega di disegno diverso e l'alettone posteriore fisso anziché mobile in funzione della velocità. Per il resto la dotazione ricalcava quanto già visto nelle altre due motorizzazioni, considerando anche il fatto che pure questa motorizzazione era abbinata ai tre consueti livelli di allestimento.

Nonostante gli indubbi contenuti d'alto livello, la C6 ha sempre patito uno scarso consenso da parte del pubblico, che le preferiva le più sobrie ammiraglie tedesche. La produzione proseguì comunque e dopo un 2007 privo di novità significative, si arrivò al 2008, con l'introduzione di un nuovo livello di allestimento denominato Class e riservato al solo motore 2.7 HDi. Tale livello era estremamente ricco, più ancora del livello Exclusive.

Nel 2009, invece, viene tolto dalla gamma il motore 3 litri a benzina, non sostituito da alcun'altra motorizzazione. La gamma della C6 rimane da lì in poi composta solo da motorizzazioni a gasolio. Nello stesso anno, viene cancellato l'allestimento Class, mentre la C6 vede il suo V6 biturbodiesel da 2.7 HDi sostituito dal nuovo 3 litri in grado di erogare fino a 241 CV. La C6 3.0 HDi era disponibile solo negli allestimenti Pallas ed Exclusive.

Nel 2010 non si hanno novità sostanziali (a parte il doppio scarico e dettagli estetici), se si eccettua il fatto che la C6 2.2 HDi non viene più proposta in allestimento base, ma unicamente come Pallas o Exclusive. Alla fine dello stesso anno, anche quest'ultima motorizzazione viene tolta dal listino, lasciando la gamma della C6 costituita unicamente dal 3 litri biturbodiesel.
In ogni caso, la C6 si è rivelata un flop commerciale: ad esempio, nel 2010 è stata prodotta in appena due esemplari al giorno, e i vertici del PSA hanno mantenuto il più stretto riserbo sul destino del modello e di suoi eventuali sostituti. Il 19 dicembre del 2012 la C6 cessa ufficialmente di essere prodotta, gli esemplari globali costruiti saranno appena 23.384 (numerosi quelli acquistati da ministeri, prefetture ed enti pubblici francesi), davvero pochissimi rispetto ai 333.775 della sua antenata, la XM, oppure agli 1.169.965 esemplari di CX. Gli ultimi veicoli nuovi in stock furono venduti dai concessionari francesi a inizio 2013, con sconti dell'ordine del 50%.
La C6 è risultata un vero e proprio insuccesso, il peggiore della storia della Citroën dell'era PSA, e una considerevole perdita finanziaria. Le ragioni principali attengono all'immagine un po' barocca del modello, a dispetto delle sue buone qualità tecniche, in un segmento molto rigido e conformista, dominato dalle berline tre volumi tedesche. A tal proposito e come ulteriore esempio si può evocare il destino analogo della coeva ammiraglia italiana Lancia Thesis, prodotta in circa 16.000 esemplari ma commercializzata in ormai pochi paesi europei e con una rete di concessionari infinitamente inferiore a Citroën.

## Riepilogo caratteristiche
Di seguito vengono riepilogate le caratteristiche delle versioni previste per la gamma C6. I prezzi riportati si riferiscono al livello di allestimento meno costoso tra quelli previsti per ogni motorizzazione.
| Modello            | Motore             | Cilindrata cm³     | Potenza CV/rpm     | Coppia Nm/rpm      | Cambio/ Nº rapporti | Massa a vuoto (kg) | Velocità max       | Acceler. 0–100 km/h | Consumo (l/100 km) | Emissioni CO2 (g/km) | Anni di produzione | Prezzo al debutto  |
| Versioni a benzina | Versioni a benzina | Versioni a benzina | Versioni a benzina | Versioni a benzina | Versioni a benzina  | Versioni a benzina | Versioni a benzina | Versioni a benzina  | Versioni a benzina | Versioni a benzina   | Versioni a benzina | Versioni a benzina |
| ------------------ | ------------------ | ------------------ | ------------------ | ------------------ | ------------------- | ------------------ | ------------------ | ------------------- | ------------------ | -------------------- | ------------------ | ------------------ |
| C6 3.0 V6          | ES9/A              | 2946               | 211/6000           | 290/3750           | AS/6                | 1.816              | 230                | 9"4                 | 11,2               | 266                  | 2005-09            | 43.851             |
| Versioni diesel    |                    |                    |                    |                    |                     |                    |                    |                     |                    |                      |                    |                    |
| C6 2.2 HDi         | DW12BTED4          | 2179               | 170/4000           | 370/1750           | M/6                 | 1.895              | 217                | 9"5                 | 6,6                | 175                  | 2006-10            | 41.401             |
| C6 2.7 V6 HDi      | DT17               | 2720               | 204/4000           | 435/1900           | AS/6                | 1.871              | 230                | 8"9                 | 8,7                | 230                  | 2005-09            | 46.651             |
| C6 3.0 V6 HDi      | DT20C              | 2993               | 241/3800           | 450/ 1600-3600     | AS/6                | 1.873              | 235                | 8"5                 | 7,5                | 195                  | 2009-12            | 49.290             |